# Dry
Dry és un municipi francès, situat al departament del Loiret i a la regió de Centre – Vall del Loira. L'any 2007 tenia 1.362 habitants.

## Demografia

### Població
El 2007 la població de fet de Dry era de 1.362 persones. Hi havia 410 famílies, de les quals 60 eren unipersonals (24 homes vivint sols i 36 dones vivint soles), 121 parelles sense fills, 209 parelles amb fills i 20 famílies monoparentals amb fills.
La població ha evolucionat segons el següent gràfic:
Habitants censats

### Habitatges
El 2007 hi havia 465 habitatges, 423 eren l'habitatge principal de la família, 28 eren segones residències i 14 estaven desocupats. 454 eren cases i 10 eren apartaments. Dels 423 habitatges principals, 367 estaven ocupats pels seus propietaris, 49 estaven llogats i ocupats pels llogaters i 7 estaven cedits a títol gratuït; 2 tenien una cambra, 11 en tenien dues, 58 en tenien tres, 107 en tenien quatre i 245 en tenien cinc o més. 334 habitatges disposaven pel capbaix d'una plaça de pàrquing. A 122 habitatges hi havia un automòbil i a 277 n'hi havia dos o més.

### Piràmide de població
La piràmide de població per edats i sexe el 2009 era:
| Homes | Edats   | Dones |
| ----- | ------- | ----- |
| 16    | 95 o +  | 12    |
| 8     | 90 a 94 | 44    |
| 12    | 85 a 89 | 56    |
| 12    | 80 a 84 | 24    |
| 16    | 75 a 79 | 36    |
| 8     | 70 a 74 | 28    |
| 32    | 65 a 69 | 8     |
| 12    | 60 a 64 | 24    |
| 16    | 55 a 59 | 20    |
| 56    | 50 a 54 | 16    |
| 40    | 45 a 49 | 68    |
| 44    | 40 a 44 | 12    |
| 52    | 35 a 39 | 68    |
| 20    | 30 a 34 | 32    |
| 32    | 25 a 29 | 36    |
| 20    | 20 a 24 | 12    |
| 32    | 15 a 19 | 32    |
| 28    | 10 a 14 | 44    |
| 44    | 5 a 9   | 32    |
| 32    | 0 a 4   | 36    |

## Economia
El 2007 la població en edat de treballar era de 782 persones, 624 eren actives i 158 eren inactives. De les 624 persones actives 592 estaven ocupades (308 homes i 284 dones) i 32 estaven aturades (21 homes i 11 dones). De les 158 persones inactives 43 estaven jubilades, 66 estaven estudiant i 49 estaven classificades com a «altres inactius».

### Ingressos
El 2009 a Dry hi havia 446 unitats fiscals que integraven 1.206 persones, la mediana anual d'ingressos fiscals per persona era de 21.133,5 €.

### Activitats econòmiques
Dels 35 establiments que hi havia el 2007, 1 era d'una empresa extractiva, 3 d'empreses de fabricació d'altres productes industrials, 10 d'empreses de construcció, 10 d'empreses de comerç i reparació d'automòbils, 1 d'una empresa de transport, 1 d'una empresa d'hostatgeria i restauració, 2 d'empreses immobiliàries, 3 d'empreses de serveis i 4 d'entitats de l'administració pública.
Dels 10 establiments de servei als particulars que hi havia el 2009, 2 eren paletes, 1 guixaire pintor, 1 fusteria, 3 lampisteries, 1 electricista, 1 restaurant i 1 agència immobiliària.
L'any 2000 a Dry hi havia 13 explotacions agrícoles que ocupaven un total de 540 hectàrees.

## Equipaments sanitaris i escolars
El 2009 hi havia una escola elemental.

## Poblacions properes
El següent diagrama mostra les poblacions més properes.